# LG G4s

Az LG G4s az LG érintőképernyős, Android operációs rendszerrel működő középkategóriás okostelefonja. A készülék a G4, G4 Stylus, G4c telefonokkal együtt az LG G4-család tagja. 

## Főbb paraméterek
- Processzor: Qualcomm/MSM8939/1.5 GHz Octa core
- Kijelző: 5,2 collos (1920 x 1080)
- Kamera: 8 megapixeles elsődleges kamera, 5 megapixeles másodlagos kamera
- Akku: 2,300mAh
- Operációs rendszer: Android 5.1 Lollipop
- Méret: 142,7 x 72,6 x 9,85 mm
- Súly: 140g
- Hálózat: 2G: 850/900/1800/1900 MHz, 3G: 850/900/1900/2100 MHz, 4G:B1(2100)/B3(1800)/B5(850)/B7(2600)/B8(900)/B8(900)/B20(800)/B38(TD 2600)
- Egyéb: Manual Mode / Gesture Interval Shot